# Фортечні мури Києво-Печерської лаври
Фортечні мури Києво-Печерської лаври — система оборонних стін, веж та інших конструкцій, побудованих для захисту Києво-Печерського монастиря, пам'ятка архітектури XVIII ст. Входить до оборонної системи Київської фортеці.

## Історія

Верхня лавра
1. Залишки оборонного муру XII–XIII ст.
2. Оборонні мури Верхньої лаври, 1698–1701 рр., XIX ст.
2.1 Вежа Іоанна Кущника
2.2 Онуфріївська вежа
2.3 Південна (Годинникова) вежа
2.4 Північна (Малярна) вежа
2.6 Економічна брама із церквою Всіх Святих
2.5 Західна Свята брама зі Свято-Троїцькою церквою
2.7 Південна (нижня) брама, 1792—95 рр.
2.8 Північна брама, XIX ст.
2.9 Східна брама, XIX ст.
3. Мур з брамою біля Великої лаврської дзвіниці, XVIII — поч. XIX ст.
4. Підпірний мур тераси з оглядовим майданчиком, XVIII ст.
Нижня лавра
5. Оборонні мури Ближніх і Дальніх печер, сер. XIX ст.
5.1. Брама в'їзна, 1840-і рр.
5.2. Брама нижня на в'їзді до Ближніх і Дальніх печер, 1852—53 рр.
6. Мур підпірний Д. де Боскета, сер. XVIII ст.
7. Дзвіниця Дальніх печер
8. Брама західна зі сторожкою, 1883 р.

### Перші фортечні мури
Фортечними мурами Києво-Печерська лавра була обнесена ще в давнину. Спочатку вони були дерев'яними, в ХІІ ст., після набігів половців, зведені кам'яні. Під час монголо-татарської навали 1240 року стіни були зруйновані, до XVIII ст. Києво-Печерська лавра огороджувалася дерев'яним парканом, який періодично укріпляли земляними валами. В 1679 році козаки гетьмана Івана Самойловича звели навколо монастиря земляні вали.

### Кам'яні мури Верхньої лаври
В середині XVII ст. в монастирі почалося інтенсивне кам'яне будівництво. В 1698–1702 роках навколо верхньої території Києво-Печерської лаври були зведені кам'яні фортечні мури з ініціативи і на кошти гетьмана Івана Мазепи (витратив 1 млн золотих. Їх довжина становить 1090  (1290)м, товщина у нижній частині близько 3 м, на рівні бійниць 1,0-1,5 м, висота різна, залежно від рельєфу місцевости, середня близько 7 м.
Мури мали три основні брами: Святі врата з Троїцькою надбрамною церквою, Економічну браму з Всіхсвятською церквою та Південну браму. До комплексу мурів також входили чотири вежі: Івана Кущника, Онуфрієвська, Малярна та Годинникова. Уздовж внутрішньої поверхні мурів улаштовані амбразури для стрільби з рушниць, на висоті трьох метрів прокладена галерея для стрільців. Припускають, що автором проєкту оборонних мурів і пов'язаних з ними споруд був архітектор Дмитро Аксамитов.
На початку XVIII ст. для захисту від нападу зовнішніх ворогів, в зв'язку із загрозою шведської інтервенції, було вирішено побудувати нову Печерську фортецю та включити до її складу лаврські оборонні споруди. Будувалася фортеця під керівництвом інженерів Гелерта та Лямота де Тампія, за проєктом і наказом Петра І. Печерська фортеця являла собою добре продуману систему земляних валів та редутів з бастіонами і ровами. На її озброєнні перебувало 467 гармат, 27 мортир та 3 гаубиці.

### Мури навколо Дальніх і Ближніх печер
В середині XIX ст. навколо Ближніх та Дальніх печер за проєктом Отто фон Фреймана, під керівництвом інженера Бурмана зводяться кам'яні мури довжиною 1039 м, товщиною три з половиною цеглини, висотою — близько чотирьох метрів. Фундаменти мурів глибиною 1,5 м викладено з цегли. В оборонній стіні улаштовані бійниці для стрільби з рушниць та амбразури для гармат. Амбразури закривалися дерев'яними заслінками. Зверху стіни вкрито бляхою. Повторюючи рельєф місцевості, мури то стрімко збігають до Дніпра, то знову піднімаються на пагорб і напівколом охоплюють всі будівлі на Ближніх та Дальніх печерах — зі сходу та півдня відокремлюючи нижню територію монастиря від міської забудови, із заходу — від Гостиного двору, а з півночі з'єднаються з мурами XVIII ст.
В кінці XIX ст. Печерська фортеця втратила своє оборонне призначення. Сучасну реставрацію цієї пам'ятки здійснено за проєктом архітекторів Л. Мішуткіної та Д. Ільницької.

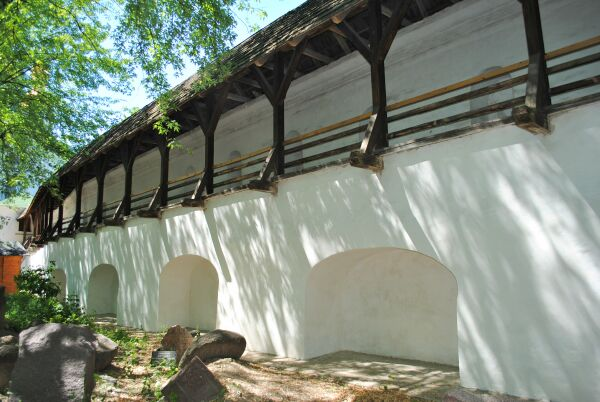
Фортечні мури Верхньої лаври.
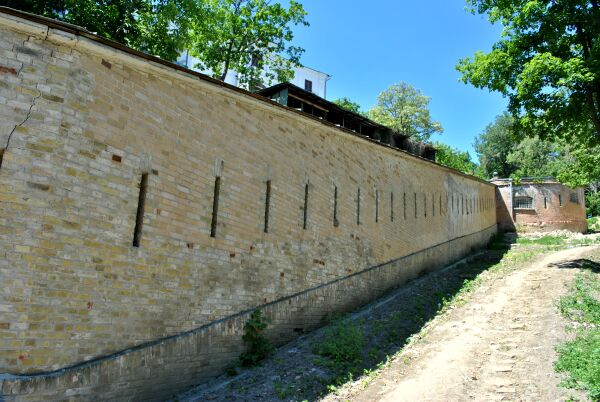
Фортечні мури Верхньої лаври.
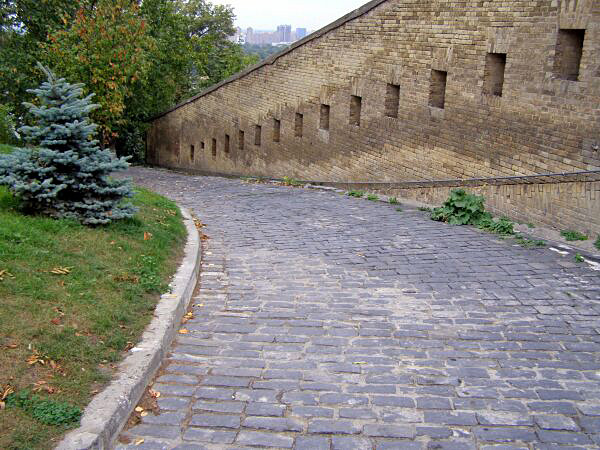
Фортечні мури Нижньої лаври.

## Сторожові вежі

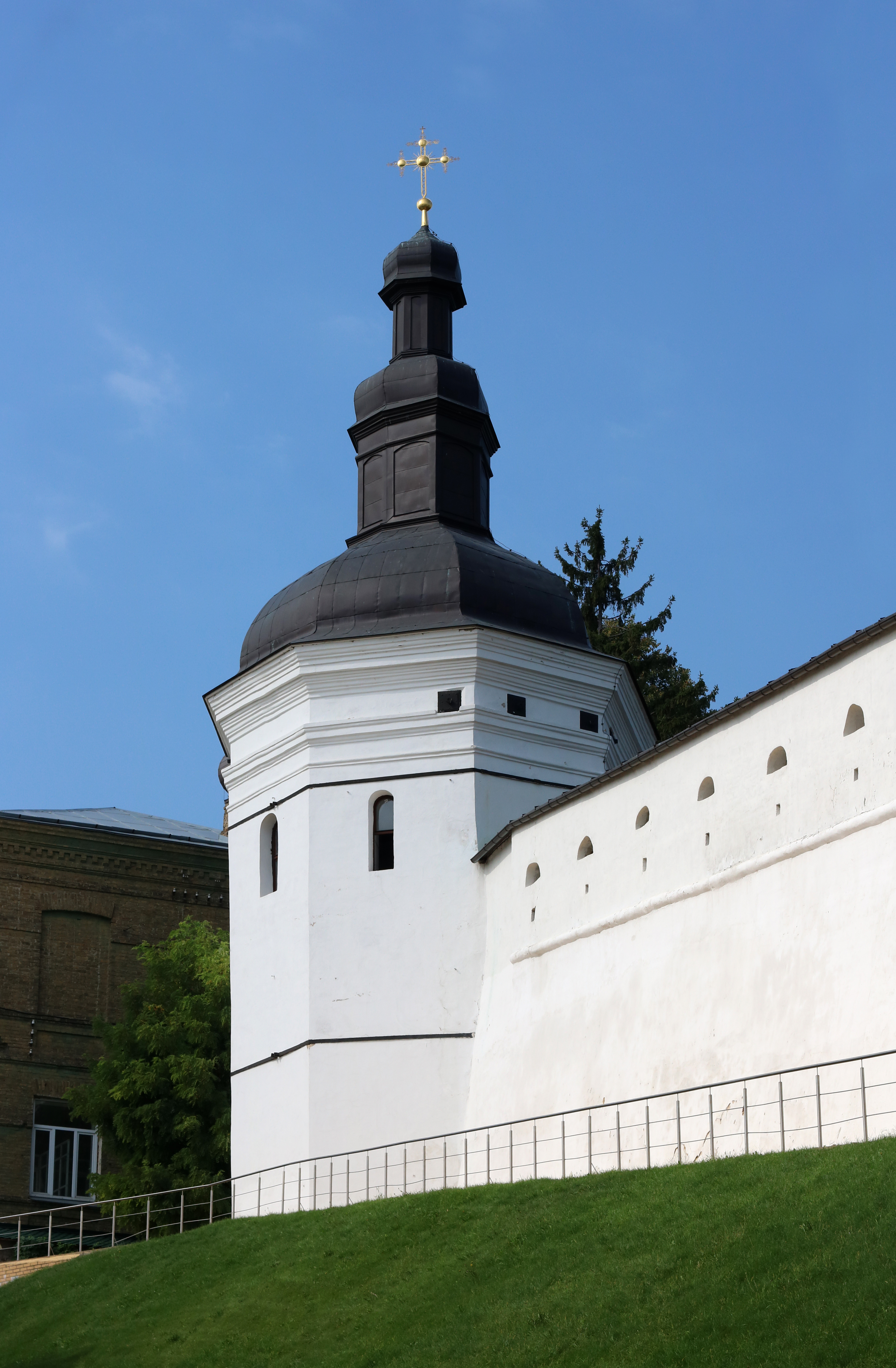
Годинникова вежа

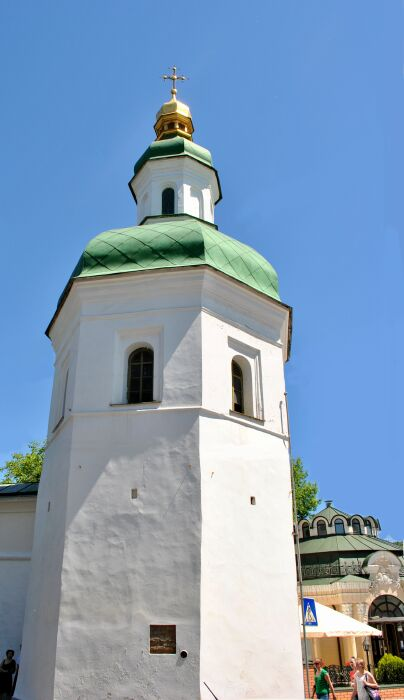
Вежа Івана Кущника

До системи фортифікаційних споруд Києво-Печерської лаври нині входять чотири сторожові вежі; збудовані впродовж 1698–1701 років разом з кам'яним муром коштом гетьмана Івана Мазепи.
Південна (Годинникова) вежа розташована у південно-західній частині фортечних мурів. Після завершення будівництва на вежі було встановлено годинник, тому називається Годинниковою чи Дзиґарською. У другій половині XVIII століття годинник переробили, був на вежі до 1816 року. Вежа не має вікон і склепінчастого перекриття. У плані восьмигранна з трьох'ярусною банею. Дах, барабан, ліхтар і верхівка виконані з дерева, покриті залізною бляхою. Фундамент цегляний. На другий ярус можна було потрапити з бойових галерей і фортечних мурів. Годинникова вежа була призначена для оборони південної частини фортечних мурів. Наприкінці XVIII століття вежа втратила бойове призначення; використовується як господарча споруда.
Вежа Іоанна Кущника розташована у південно-західній частині фортечних мурів. Назва вежі походить від церкви на честь  Івана Кущника — патрона Івана Мазепи, яку планували облаштувати на другому ярусі вежі, але так і не відкрили. Спочатку ця споруда була двох'ярусною. Верхній ярус надбудували під час реставрації в 1718–1727 роках. Нижній ярус призначався для оборони. Зараз вежа Івана Кущника триярусна з цегли, восьмигранна в плані, завершена декоративною дерев'яною верхівкою з хрестом.
Онуфріївська вежа знаходиться в південно-східній частині фортечних мурів. Спочатку була задумана як невелика церква з однією банею. Архітектура вежі подібна до архітектури Всіхсвятської церкви — 3-поверхова споруда декорована пілястрами, лопатками, вікна оформлені сандриками. Після побудови Онуфріївську вежу було перетворено на палату. 1839 року з неї зняли барабан з банею. У випадку облоги з вежі можна було вести оборонні дії. До нашого часу Онуфріївська вежа зберегла свої основні архітектурні риси, з первинного вигляду не залишилось практично нічого. Зараз на реконструкції.
Малярна вежа розташована у північно-східній частині фортечних мурів. Призначалась як вартова вежа. В XVIII столітті на другому поверсі знаходилася школа живопису, тому отримала назву Малярна. Висота споруди 8 метрів. Дах куполоподібний, увінчаний флюгером. 1838 року вежа була перебудована за проєктом інженера полковника полковника І. Г. Дзічканця. У такому вигляді Малярна вежа збереглася до нашого часу. 1973 року була капітально відремонтована.

## Брами
До системи фортифікацій входять три брами:
- Святі врата з Троїцькою Надбрамною церквою
- Економічна брама з Всіхсвятською церквою
- Південна брама